# Јан Чарногурски
Јан Чарногурски (слч. Ján Čarnogurský; Братислава, 1. јануар 1944) је словачки политичар и правник и бивши председник владе Словачке за време постојања Чехословачке.

## Лични живот
Студирао је право на Карловом универзитету у Прагу где је дипломирао 1969. године, а докторирао на Универзитету Коменског у Братислави 1971. Од 1970. до 1981. радио је у адвокатури. 1981. године одузета му је адвокатска лиценца од стране комунистичких власти, зато што је бранио особу у политичком процесу. Међутим, он је наставио да пружа правне савете политичким дисидентима широм Чехословачке као и верским активистима. Између 1987. и 1989. објављивао је илегално часопис Братиславски Лист у којем се противио тадашњем комунистичком систему, због чега је био ухапшен у августу 1989. године. Пуштен је из затвора у новембру 1989. током Плишане револуције у Чехословачкој.
Ожењен је и има четворо деце.

## Политичка каријера
Од децембра 1989. до априла 1990. био је први потпредседник савезне владе националног разумевања, а од 6. априла до 27. јуна 1990. вицепремијер Чехословачке. Био је један од оснивача и председник Хришћанско-демократског покрета Словачке. Пошто је његова странка постала друга по величини партија после парламентарних избора у Словачкој 1990. године, Чарногурски постаје заменик премијера Словачке. Остаје на тој функцији све до 23. априла 1991. када преузима дужност премијера Словачке. Током овог периода карактеришу свађе између чешких и словачких политичара, које се односе на будућност опстанка заједничке државе. Након избора 1992. престаје му мандат премијера, али је био посланик у Народној ради Републике Словачке. 1998. године постаје министар правде Словачке у првој влади Микулаша Дзуринде. Од 1990. до 2000. био је председник Хришћанско-демократског покрета Словачке.
Учествовао је у демонстрацијама 5. априла 2008. испред америчке амбасаде у Братислави против независности Косова.